# Джон Карлос (легкоатлет)
Джон Веслі Карлос (англ. John Wesley Carlos; нар. 5 червня 1945, Гарлем, Нью-Йорк, США) — американський легкоатлет, спринтер, бронзовий призер Олімпійських ігор 1968 року в Мехіко, світовий рекордсмен у бігу на 200 метрів (19,92 с, 1968 рік). Надалі — гравець в американський футбол.
Учасник демонстрації проти расизму, проведеної спільно з товаришем по команді Томмі Смітом при підтримці австралійця Пітера Нормана під час церемонії нагородження переможців в бігу на 200 метрів на Олімпійських іграх в Мехіко.
Після закінчення легкоатлетичної кар'єри протягом короткого часу грав в Національній футбольній лізі і Канадській футбольній лізі, звідки пішов через травму.
Після відходу зі спорту працював в НОК США, був одним з організатором Олімпійських ігор 1984 року. Потім працював тренером в середній школі Палм-Спрінгс. 2003 року введений до Зали слави легкої атлетики США.
Спільно зі спортивним журналістом Дейвом Зиріним написав книгу «The John Carlos Story: The Sports Moment That Changed the World», яка вийшла 2011 року у видавництві Haymarket Books.